# Marian Nowiński (malarz)
Marian Józef Nowiński (ur. 1944 w Brześciu nad Bugiem, zm. 21 lipca 2017) – polski malarz i grafik, profesor sztuk plastycznych. 

## Życiorys
Był absolwentem Państwowego Liceum Technik Plastycznych w Nałęczowie. Studiował historię sztuki na Katolickim Uniwersytecie Lubelskim w Lublinie, a następnie na Wydziale Grafiki Akademii Sztuk Pięknych w Warszawie, gdzie w 1974 uzyskał dyplom w zakresie grafiki projektowej i malarstwa. Był dwukrotnym  stypendystą rządu włoskiego. W 1992 uzyskał tytuł profesora sztuk pięknych. Był wykładowcą na Wydziale Konserwacji i Restauracji Dzieł Sztuki Akademii Sztuk Pięknych w Warszawie oraz założycielem i dziekanem Wydziału Sztuki Nowych Mediów Polsko-Japońskiej Akademii Technik Komputerowych w Warszawie. Był również między innymi wieloletnim jurorem Międzynarodowych Plenerów Malarskich w Starym Sączu oraz twórcą Teatru Jednego Znaku. Jego żoną była zmarła w 2009, prof. Teresa Edwarda Plata Nowińska.